# جمهوری خودمختار کریمه

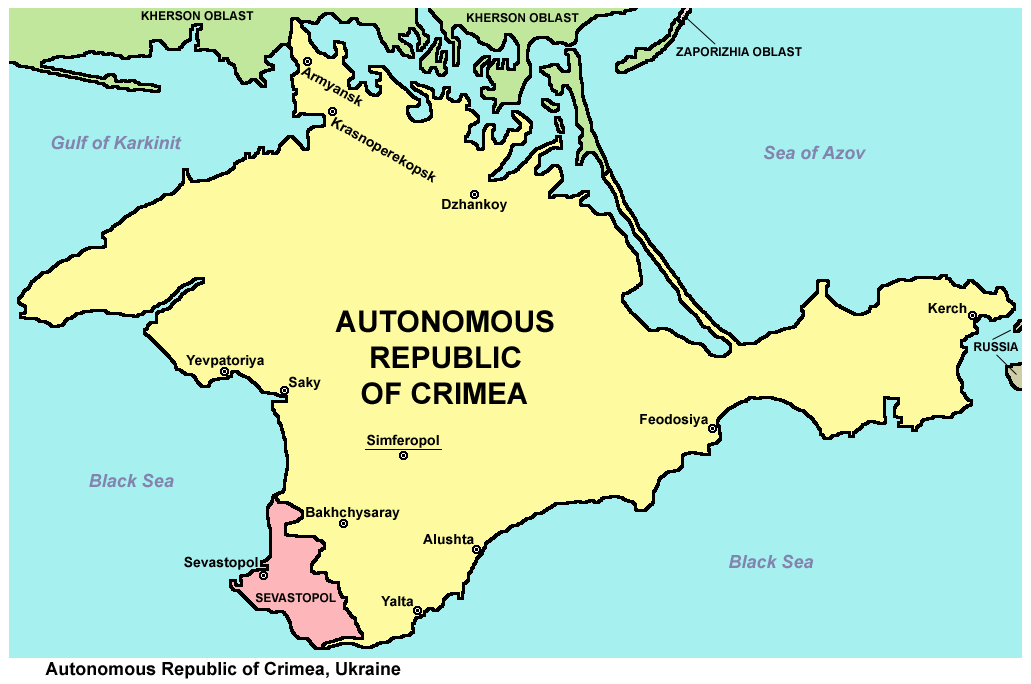

جمهوری خودمختار کریمه (به روسی: Автономная Республика Крым) بر اساس یک همه‌پرسی داخلی، بعد از اشغال نظامی توسط نیروهای وابسته به روسیه در سال ۲۰۱۴ تحت کنترل فدراسیون روسیه درآمد ولی از نظر سازمان ملل بخشی از اوکراین محسوب می‌شود. این جمهوری شامل بخش عمده شبه‌جزیره کریمه در شمال دریای سیاه می‌شود. این منطقه دارای قانون اساسی، مجلس قانون‌گذاری و دولت خاص خود است.
پایتخت این جمهوری شهر سیمفروپول است. بندر سواستوپول در داخل کریمه واقع شده اما بخشی از این جمهوری نیست. از دیگر شهرهای کریمه می‌توان به کرچ، ایوپاتوریا، یالتا و فئودوسیا اشاره کرد. مساحت این جمهوری ۲۶٬۵۰۰ کیلومتر مربع و در سال ۲۰۰۷ جمعیت آن ۱٬۹۷۳٬۱۸۵ بوده‌است. با در نظر گرفتن ۳۷۹۲۰۰ نفر جمعیت شهر سواستوپل کل شبه‌جزیره کریمه ۲٬۳۵۲٬۳۸۵ سکنه دارد

## اطلاعات جمعیتی
بر اساس سرشماری سال ۲۰۰۱ اوکراین ۵۸٪ اهالی این جمهوری روس‌تبار، ۲۴٪ اوکراینی‌تبار و ۱۲٪ تاتار کریمه‌ای هستند. تاتارهای کریمه قوم ترک‌تبار و عمدتاً مسلمانی هستند که در دوران حکومت خانات کریمه بر این منطقه تسلط داشتند. ژوزف استالین در زمان جنگ جهانی دوم آنها را به‌طور اجباری به آسیای میانه تبعید کرد اما پس از فروپاشی شوروی برخی از آن‌ها به میهن خود برگشتند. ۷۷٪ درصد مردم به زبان روسی صحبت می‌کنند.
کریمه در طول تاریخ خود شاهد حکومت‌های مختلفی بوده و جنگ‌های متعددی برای تسلط بر آن رخ داده‌است. کیمری‌ها، بلغارها، یونانی‌ها، هخامنشیان، سکاها، گوت‌ها، هون‌ها، خزرها، بیزانس، قبچاق‌ها، دولت روس کیف، حکومت اردوی زرین مغول‌ها، خانات کریمه تاتارها هر یک در دوره‌ای بر آن تسلط داشتند. از سده ۱۵ تا ۱۸ میلادی عثمانی بر کریمه حکومت می‌کرد اما امپراتوری روسیه در سده هجدهم این منطقه را از اشغال عثمانی آزاد کرد.
با برقراری اتحاد جماهیر شوروی کریمه به عنوان یک جمهوری خودمختار در ترکیب روسیه شناخته شد. در سال ۱۹۵۴ به مناسبت سیصدمین سالروز پیوستن اوکراین به امپراتوری روسیه، مقامات مسکو کریمه را به عنوان هدیه به جمهوری شوروی اوکراین واگذار کردند که یک «حرکت نمادین» توصیف شده‌است. پس از استقلال اوکراین در سال ۱۹۹۱ نیز کریمه بخشی از کشور مستقل اوکراین محسوب می‌شد اما در بحران سال ۲۰۱۴ کریمه مقامات این منطقه با حمایت نیروهای نظامی روسیه خواستار جدایی از اوکراین شدند. در ۱۱ مارس ۲۰۱۴ اعلامیه استقلال کریمه و سواستوپل منتشر شد و در ۱۶ مارس ۲۰۱۴ یک همه‌پرسی از مردم کریمه برای پیوستن به روسیه برگزار گردید. ۸۱ درصد واجدان شرایط در این انتخابات شرکت کرده و ۹۶٫۷۷٪ به الحاق این شبه جزیره به روسیه رأی مثبت دادند. مسئولان کریمه روز ۱۶ مارس منطقه خودمختار خود را جمهوری کریمه اعلام کردند و همچنین از سازمان ملل خواستند تا آن را به عنوان یک کشور مستقل و خودمختار به رسمیت بشناسد. ولادمیر پوتین رئیس‌جمهوری روسیه نیز در حکمی به رسمیت شناخته شدن استقلال شبه جزیره کریمه را امضاء کرد. یک روز پس از به رسمیت شناختن استقلال کریمه توسط پوتین، وی رسماً توافقنامه الحاق شبه جزیره کریمه به روسیه را امضاء و تأیید کرد. کاخ کرملین روسیه با انتشار سندی اعلام کرد رئیس‌جمهور روسیه از دولت و پارلمان این کشور خواست چنین توافقنامه‌ای را به تصویب برسانند و تأیید چنین توافقنامه‌ای را به‌جا و مناسب خواند.در ۲۰ مارس (۲۹ اسفند) مجلس نمایندگان روسیه (دوما) نیز، با ۴۴۵ رای موافق و یک رای مخالف با پیوستن جمهوری کریمه به روسیه موافقت کرد.به دنبال آن در روز جمعه، ۱ فروردین ۱۳۹۳ (۲۱ مارس ۲۰۱۴)، ولادیمیر پوتین، رئیس‌جمهور وقت روسیه، مصوبهٔ پارلمان روسیه در مورد الحاق شبه جزیرهٔ کریمه به خاک این کشور را امضاء کرد و به این ترتیب، این مصوبه از نظر قوانین روسیه رسمیت یافت.

## نام
کریمه در زبان تاتاری به معنای «برج، دژ، قلعه و صخره» است.

## جغرافیا
این شبه جزیره از طرف جنوب و غرب با دریای سیاه و از شرق با دریای آزوف احاطه شده و با باریکه‌ای پرکوپ در شمال به اوکراین (خشکی اصلی) متصل گردیده‌است.

## جمعیت
با توجه به سرشماری انجام شده در سال ۲۰۰۱ جمعیت این شبه جزیره ۲٬۰۳۳٬۷۰۰ نفر است و تراکم جمعیت را نیز ۷۸ نفر در هر کیلومتر مربع تخمین زده‌اند.
در سال ۲۰۰۵ جمعیت این جزیره حدود ۲٬۳۰۰٬۰۰۰ نفر و سال ۲۰۰۷ جمعیت ساکن ۲٬۰۰۵٬۱۲۷ نفر برآورد شده‌است.
شهرهای مهم در کریمه عبارت اند از:
| ردیف | شهر        | تا سال | جمعیت   |
| ---- | ---------- | ------ | ------- |
| ۱    | سیمفروپول  | ۲۰۰۵   | ۳۴۲٬۵۰۰ |
| ۲    | سواستوپول  | ۲۰۰۵   | ۳۶۰٬۰۰۰ |
| ۳    | کرچ        | ۲۰۰۵   | ۱۵۲٬۲۰۰ |
| ۴    | ایوپاتوریا | ۲۰۰۵   | ۱۰۵٬۲۰۰ |
| ۵    | یالتا      | ۲۰۰۵   | ۹۰٬۰۰۰  |
| ۶    | فئودوسیا   | ۲۰۰۴   | ۶۹٬۲۰۰  |

بر اساس یک نظرسنجی از حدود ۱٬۲۴۷٬۳۰۰ نفر شهروندان کریمه مشخص گردید ۶۲٫۷٪ درصد مردم در شهرها و ۳۷٫۳٪ درصد مردم کریمه در روستا زندگی می‌کنند. طبق همین آمار کریمه دارای ۱۶ شهرستان، ۵۶ شهر و ۹۵۷ روستا است.

## فرهنگ

### نژاد
با توجه به سرشماری انجام شده در سال ۲۰۰۱ گروه‌های اصلی قومی به ترتیب روسها (۵۸٫۳۲٪)، اوکراینی (۲۴٫۳۲٪)، تاتارهای کریمه (۱۲٫۱٪)، بلاروس (۱٫۴۴٪)، تاتار (۰٫۵۵٪)، ارمنی (۰٫۴۳٪)، یهودی (۰٫۲۲٪) و گروه دیگر (۲٫۶۲٪) که متشکل از گرجی، آلمانی، بلغاری، یونانی و آذری جمعیت این منطقه را تشکیل می‌دهند.

### زبان
جهموری کریمە دارای سە زبان رسمی است ولی ۷۷٪ درصد مردم به روسی صحبت می‌کنند. پس از زبان روسی، زبان تاتاری کریمه با ۱۰٫۱٪ درصد در رتبه دوم قرار دارد. پس از  الحاق کریمه به روسیه زبان روسی نیز بە زبانهای رسمی تبدیل و اکنون مکاتبات اداری بە زبان روسی می باشد.

### دین
اسلاوها (روس‌ها، اوکراینی، بلغارها) و همچنین یونانی‌ها عمدتاً پیرو کلیسای کلیسای ارتدوکس شرقی و ارامنه نیز پیرو کلیسای ارمنستان می‌باشند. تاتارهای کریمه و برخی گروه‌های دیگر اکثراً مسلمان سنی هستند و کریمه از مراکز اسلامی روسیه می‌باشد. گروه‌های کوچک همچون یهودیان و تعداد کمی مسیحی پروتستان نیز وجود دارد.

## تاریخ

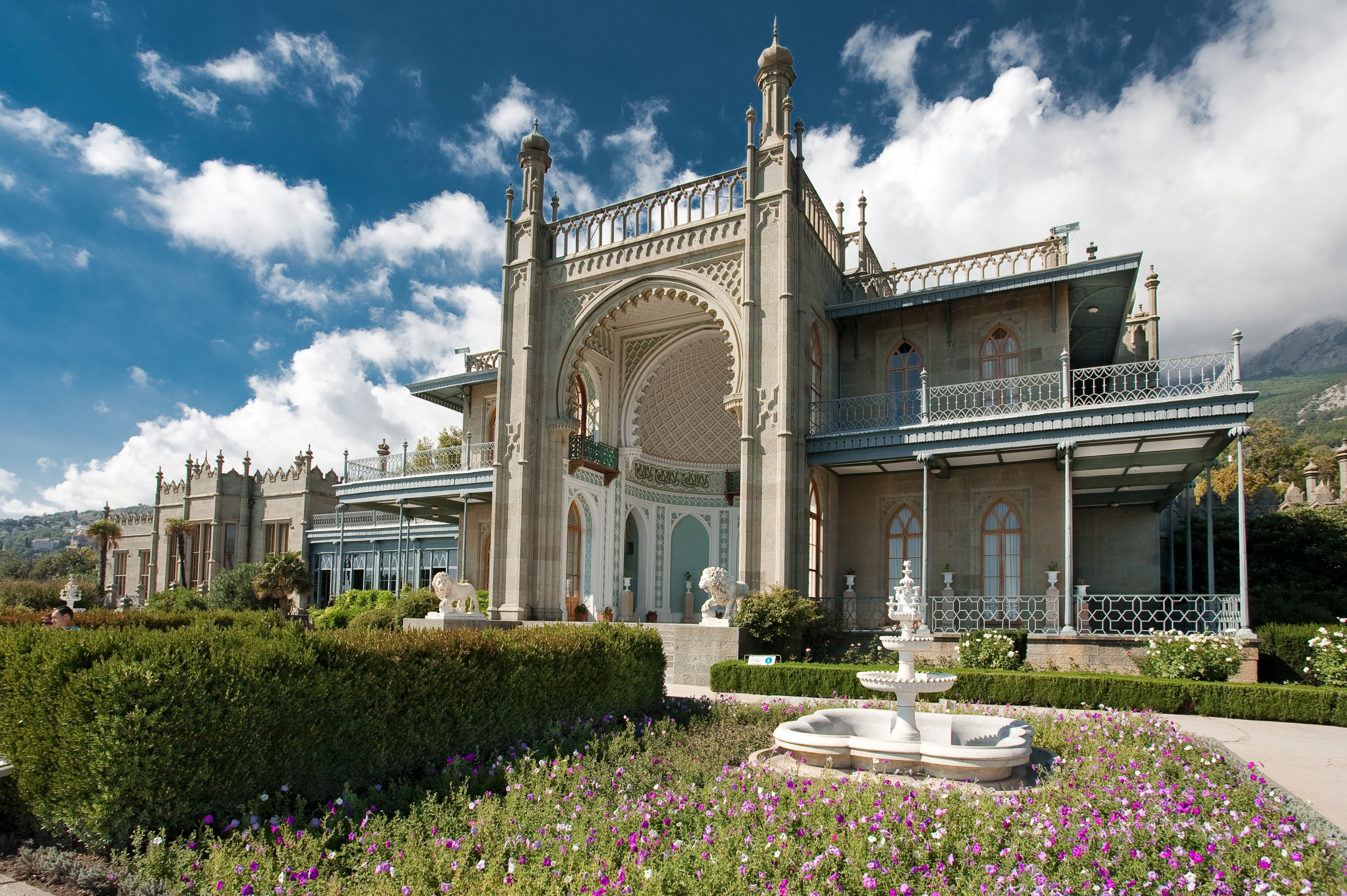
کاخ فورونتسوف بین سال‌های ۱۸۲۸ تا ۱۸۴۸ به عنوان اقامت‌گاه تابستانی یکی از شاهزاده‌های روس در شهر آلوپکای کریمه ساخته شد.

پیش از شکل‌گیری اتحاد جماهیر شوروی شبه‌جزیره کریمه به خاطر آب و هوای نسبتاً گرم و خطوط ساحلی آن به «زمین بازی و تفریح تزارهای روسیه» شهرت داشت.
حکومت اتحاد جماهیر شوروی در دوران رهبری نیکیتا خروشچف که خود اوکراینی‌تبار بود، در سال ۱۹۵۴ شبه‌جزیره کریمه را به اوکراین هدیه داد. اما این سرزمین حدود شصت سال بعد مجدداً به روسیه پیوست.
از لحاظ تاریخی و شواهد به دست آمده در منطقه کریمه مردمان مختلفی در طول دوران‌های مختلف زندگی کردند که شامل اقوام هندواروپایی از جمله گوتهای کریمه که حدود ۲۵۰ سال پیش از میلاد در منطقه ساکن بوده‌است. تاتارها نخستین بار در سال ۱۴۰۰ میلادی در این منطقه ساکن گردیدند.

### تبعید تاتارهای کریمه
شکل‌گیری قومیت تاتار کریمه به دوران حکومت خانات کریمه برمی‌گردد که از سده پانزدهم تا هجدهم بر این شبه جزیره و بخش‌های جنوبی اوکراین امروزی حکمروایی می‌کرد.
سال ۱۹۳۹ در دوران اتحاد جماهیر شوروی با توجه به سرشماری جمعیت کریمه ۱٬۱۲۶٬۴۲۹ نفر بوده که ۵۱٫۵٪ درصداز ساکنین کریمه روس و ۲۵٫۹٪ درصد تاتارهای کریمه تشکیل می‌داده‌است. در زمان جنگ جهانی دوم ژوزف استالین برای پیشگیری از همدستی تاتارهای کریمه با آلمان نازی آنها را به آسیای میانه تبعید کرد. در سال‌های بعد تعدادی از آن‌ها به این منطقه برگشتند. بر اساس سرشماری انجام گرفته در سال ۱۹۸۹ جمعیت تاتارهای کریمه ساکن کریمه حدوداً ۳۸٬۰۰۰ نفر بود. اما اکثر جمعیت تاتارهای کریمه پس از استقلال کریمه از آسیای میانه به کریمه برگشتند.

### الحاق کریمه به روسیه
در انقلاب ۲۰۱۴ اوکراین مخالفان دولت روس‌گرای ویکتور یانوکوویچ موفق به سرنگونی دولت شدند و یک دولت طرفدار اتحادیه اروپا در کیف به قدرت رسید. این تحولات اعتراضاتی را در بین روس‌تبارها، طرفداران روسیه در بخش‌های شرقی اوکراین برانگیخت و زمینه الحاق کریمه به فدراسیون روسیه را فراهم کرد.
در جریان این بحران سرگئی آکسینوف در نشست اضطراری پارلمان کریمه به عنوان نخست‌وزیر جمهوری خودمختار کریمه انتخاب شد. آکسینوف که به جناح هوادار روسیه تعلق دارد، بلافاصله اعلام کرد که دولت جدید اوکراین را غیرقانونی می‌داند و تمام نیروهای نظامی و امنیتی شبه جزیره فقط بایستی از دولت کریمه دستور بگیرند. وی همچنین از روسیه «برای حفظ صلح و آرامش» درخواست کمک کرد. در روز ۲۸ فوریه نیروهای نظامی ارتش روسیه ایستگاه‌ها، فرودگاه‌ها و ساختمان‌های مهم را به تصرف خود درآوردند. در روز یکم مارس اولکساندر تورچینوف، رئیس‌جمهور موقت اوکراین صدارت آکسینوف را بی‌اعتبار و غیرقانونی و حضور نیروهای روسی را تجاوز به خاک اوکراین اعلام کرده‌است اما وزیرخارجه روسیه اعلام کرده که که تحرکات نظامی ناوگان دریای سیاه نیروی دریایی روسیه کاملاً مطابق با توافقنامه‌های اصولی روسیه و اوکراین است. در روز یکم مارس پارلمان روسیه هم به نخست‌وزیر ولادیمیر پوتین اجازه داد تا از نیروهای نظامی روسیه در اوکراین استفاده کند.
در پی این تحولات بیشتر نیروهای نظامی مستقر در کریمه به مقامات جمهوری کریمه اعلام وفاداری کردند. از جمله پایگاه هوایی سواستوپول که ۴۵ جنگنده میگ ۲۹ در آن مستقر است. از جمله دنیس بورزوفسکی که در روز ۲۸ فوریه به عنوان فرمانده نیروی دریایی اوکراین انتخاب شده بود، دو روز بعد در مقابل نخست‌وزیر کریمه سوگند یاد کرد که به کریمه وفادار باشد و فقط از فرمانده عالی سواستوپول فرمان بگیرد. آکسیونوف نیز تأسیس نیروی دریایی مستقل کریمه را اعلام کرد و بورزوفسکی را به عنوان اولین فرمانده نیروی دریایی آن انتخاب کرد.
در تاریخ ۶ مارس ۲۰۱۴ نمایندگان پارلمان شبه جزیره کریمه به اتفاق آرا به پیوستن به روسیه رای دادند. در ۱۱ مارس ۲۰۱۴ اعلامیه استقلال کریمه و سواستوپل منتشر شد و در ۱۶ مارس یک همه‌پرسی مردمی در کریمه برای پیوستن به روسیه برگزار گردید و نهایتاً ۹۳٪ شرکت کنندگان در همه‌پرسی به الحاق این شبه جزیره به روسیه رأی مثبت دادند.
ولادیمیر پوتین، رئیس‌جمهور روسیه در روز ۱۸ مارس رسماً سند الحاق کریمه به کشور روسیه را امضاء کرد و کریمه را جزء جدایی ناپذیر کشور روسیه خواند.
برخی از کشورها از جمله ایالات متحده آمریکا، این واقعه را اشغال نظامی کریمه توسط روسیه نامیدند.

## تقسیمات کشوری

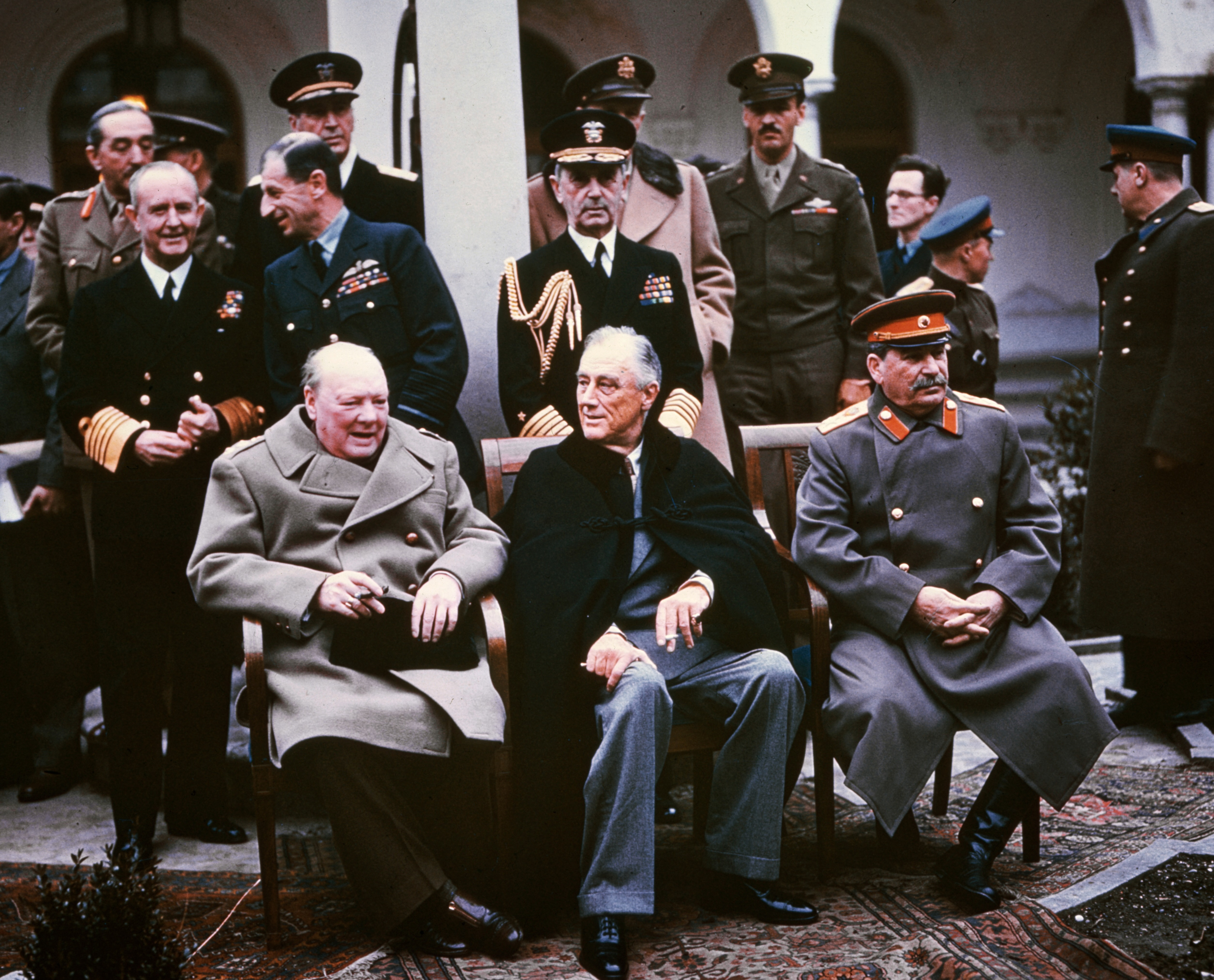
فاتحان جنگ جهانی دوم در کنفرانس یالتا در کریمه

کریمه از لحاظ تقسیمات اداری به ۲۵ منطقه تقسیم شده‌است. ۱۴ استان و ۱۱ شهر خودمختار (که رسماً توسط شهرداری شهر اداره می‌شود). شهردارهای شهرهای خودمختار توسط رئیس‌جمهور روسیه و نخست‌وزیر کریمه منصوب و بقیه شهرداری‌ها طی برگزاری انتخابات عمومی انتخاب می‌شوند. شهر سواستوپول تنها شهری است که از نظر اداری و دولتی به عنوان بخشی از کریمه مورد شمارش و حساب نمی‌آید.